# Giannino Pieralisi Volley 2007-2008
Questa voce raccoglie le informazioni riguardanti il Giannino Pieralisi Volley nelle competizioni ufficiali della stagione 2007-2008.

## Stagione
La stagione 2007-08 è per il Giannino Pieralisi Volley, sponsorizzato dalla Monte Schiavo e dalla Banca Marche, la settima consecutiva in Serie A1; viene confermato l'allenatore, Marcello Abbondanza, mentre la rosa viene modificata con gli innesti di Darya Chmil, Caroline Gattaz, Chiara Negrini, Ramona Puerari e Marcelle Rodrigues e le uscite di Jaqueline de Carvalho, Neli Marinova, Ilijana Petkova e Isabella Zilio; tra le confermate: Elisa Togut, Simona Rinieri, Heather Bown e Raffaella Calloni.
La stagione si apre con la partecipazione alla Supercoppa italiana, con il Giannino Pieralisi Volley qualificato in quanto finalista dei play-off scudetto della Serie A1 2006-07: la gara finisce 3-0 per le avversarie, ossia la Pallavolo Sirio Perugia.
Nel girone di andata del campionato la squadra di Jesi mantiene un andamento altalenante, alternando una vittoria, solitamente in casa, con una sconfitta, in trasferta: l'unico successo in trasferta è all'undicesima giornata contro il Volley 2002 Forlì; la prima parte del campionato si conclude con il settimo posto in classifica. Nelle prime sei giornate del girone di ritorno il Giannino Pieralisi Volley inanella cinque successi e una sola sconfitta, mentre l'ultima parte della regular season si conclude con il ritmo altalenante che aveva caratterizzato la prima fase di stagione, occupando il quinto posto in classifica. Nei quarti di finale dei play-off scudetto viene eliminata dalla corsa al titolo di campione d'Italia dall'Asystel Volley: infatti, dopo aver vinto gara 1 perde le due successive.
Tutte le società partecipanti alla Serie A1 e Serie A2 2007-08 sono di diritto qualificate alla Coppa Italia: dopo aver vinto il proprio girone, accedendo direttamente alla fase a eliminazione diretta, il Giannino Pieralisi Volley supera negli ottavi di finale, con un doppio 3-0, il Vicenza Volley e nei quarti di finale, ancora per 3-0, il club di Perugia, ma viene poi sconfitto al tie-break, in semifinale, dal Volley Bergamo.
Il secondo posto in regular season e il raggiungimento della finale nella Serie A1 2006-07 consentono al club marchigiano di partecipare alla Champions League. Superata la fase a gironi con il primo posto nel proprio raggruppamento, con cinque vittorie all'attivo e una sola sconfitta, nei play-off a 12 il Giannino Pieralisi Volley ha la meglio, con un doppio 3-1, sulla Ženskij volejbol'nyj klub Dinamo Moskva, mentre nei play-off a 6 la sfida è con un altro club italiano, la Pallavolo Siria Perugia: le umbre si aggiudicano la partita di andata per 3-0, mentre alla formazione di Jesi va quello di ritorno per 3-2, ma, per un migliore quoziente set, a passare il turno è la squadra di Perugia.

## Organigramma societario
Area direttiva
- Presidente: Gennaro Pieralisi

Area tecnica
- Allenatore: Marcello Abbandonza
- Allenatore in seconda: Ivan Bragagni
- Assistente allenatore: Roberto Bocchini
- Scout man: Raffaele Romagnoli
- Video man: Alfredo Zamagna

Area sanitaria
- Medico: Daniele Lenti
- Preparatore atletico: Lorenzo Pistoli
- Fisioterapista: Gianni Serrani

## Rosa
| N° | Nome               | Ruolo | Data di nascita   | Nazionalità sportiva |
| -- | ------------------ | ----- | ----------------- | -------------------- |
| 3  | Elisa Togut        | S/O   | 14 maggio 1978    | Italia               |
| 5  | Caroline Gattaz    | C     | 27 luglio 1981    | Brasile              |
| 6  | Valentina Bedin    | L     | 4 agosto 1985     | Italia               |
| 7  | Chiara Negrini     | S     | 27 aprile 1979    | Italia               |
| 8  | Simona Rinieri     | S     | 1º settembre 1977 | Italia               |
| 9  | Heather Bown       | C     | 29 novembre 1978  | Stati Uniti          |
| 11 | Marcelle Rodrigues | P     | 17 ottobre 1976   | Brasile              |
| 12 | Irene Padua        | S     | 19 febbraio 1989  | Italia               |
| 13 | Raffaella Calloni  | C     | 4 maggio 1983     | Italia               |
| 13 | Giulia Bartolini   | C     | 19 ottobre 1992   | Italia               |
| 14 | Elisa Cella        | S     | 4 giugno 1982     | Italia               |
| 14 | Diana Marc         | S     | 17 agosto 1979    | Romania              |
| 15 | Darya Chmil        | P     | 13 settembre 1983 | Ucraina              |
| 17 | Ramona Puerari     | L     | 7 aprile 1983     | Italia               |

## Mercato
| Acquisti | Acquisti           | Acquisti          | Acquisti   |
| R.       | Nome               | da                | Modalità   |
| -------- | ------------------ | ----------------- | ---------- |
| L        | Valentina Bedin    | Vicenza           | definitivo |
| P        | Darya Chmil        | Beşiktaş          | definitivo |
| S        | Diana Marc         | River             | definitivo |
| C        | Caroline Gattaz    | Finasa            | definitivo |
| S        | Chiara Negrini     | Castelfidardo     | definitivo |
| L        | Ramona Puerari     | Robursport Pesaro | definitivo |
| P        | Marcelle Rodrigues | RC Cannes         | definitivo |

| Cessioni | Cessioni              | Cessioni      | Cessioni   |
| R.       | Nome                  | a             | Modalità   |
| -------- | --------------------- | ------------- | ---------- |
| S        | Elisa Cella           | River         | definitivo |
| S        | Jaqueline de Carvalho | CAV Murcia    | definitivo |
| P        | Francesca Giogoli     | Altamura      | definitivo |
| C        | Francesca Imprescia   | ?             | definitivo |
| P        | Neli Marinova         | Sirio Perugia | definitivo |
| S        | Ludovica Orazi        | Life Milano   | definitivo |
| C        | Ilijana Petkova       | Forlì         | definitivo |
| C        | Alessia Travaglini    | AICS Forlì    | definitivo |
| L        | Isabella Zilio        | CAV Murcia    | definitivo |

## Risultati

### Serie A1

#### Girone di andata
| 1ª giornata - 7 ottobre 2007 PalaTriccoli, Jesi          | Giannino Pieralisi | 3 - 1 | Sassuolo           | 25-23, 25-12, 24-26, 25-21        |
| 2ª giornata - 10 ottobre 2007 PalaMaddalene, Chieri      | Chieri             | 3 - 1 | Giannino Pieralisi | 25-20, 20-25, 26-24, 25-20        |
| 3ª giornata - 14 ottobre 2007 PalaTriccoli, Jesi         | Giannino Pieralisi | 3 - 1 | Santeramo          | 25-21, 21-25, 25-18, 25-21        |
| 4ª giornata - 17 ottobre 2007 PalaNorda, Bergamo         | Bergamo            | 3 - 0 | Giannino Pieralisi | 25-21, 25-23, 25-17               |
| 5ª giornata - 25 novembre 2007 PalaTriccoli, Jesi        | Giannino Pieralisi | 0 - 3 | Sirio Perugia      | 18-25, 17-25, 22-25               |
| 6ª giornata - 2 dicembre 2007 PalaTriccoli, Jesi         | Giannino Pieralisi | 3 - 2 | Vicenza            | 25-22, 25-20, 27-29, 22-25, 16-14 |
| 7ª giornata - 9 dicembre 2007 PalaDalLago, Novara        | Asystel            | 3 - 0 | Giannino Pieralisi | 25-17, 25-23, 25-21               |
| 8ª giornata - 16 dicembre 2007 PalaTriccoli, Jesi        | Giannino Pieralisi | 3 - 1 | Busto Arsizio      | 25-18, 25-22, 23-25, 25-21        |
| 9ª giornata - 22 dicembre 2007 PalaBaldassarra, Altamura | Altamura           | 3 - 1 | Giannino Pieralisi | 25-21, 8-25, 25-21, 25-17         |
| 10ª giornata - 27 dicembre 2007 PalaTriccoli, Jesi       | Giannino Pieralisi | 1 - 3 | Robursport Pesaro  | 25-17, 18-25, 16-25, 20-25        |
| 11ª giornata - 29 dicembre 2007 PalaGalassi, Forlì       | Forlì              | 0 - 3 | Giannino Pieralisi | 17-25, 20-25, 17-25               |

#### Girone di ritorno
| 12ª giornata - 27 gennaio 2008 PalaPaganelli, Sassuolo           | Sassuolo           | 2 - 3 | Giannino Pieralisi | 24-26, 25-21, 25-18, 17-25, 17-19 |
| 13ª giornata - 2 febbraio 2008 PalaTriccoli, Jesi                | Giannino Pieralisi | 3 - 0 | Chieri             | 26-24, 25-19, 25-20               |
| 14ª giornata - 5 febbraio 2008 PalaCooper, Santeramo in Colle    | Santeramo          | 3 - 1 | Giannino Pieralisi | 35-33, 21-25, 25-19, 25-18        |
| 15ª giornata - 9 febbraio 2008 PalaTriccoli, Jesi                | Giannino Pieralisi | 3 - 1 | Bergamo            | 25-22, 22-25, 25-15, 25-20        |
| 16ª giornata - 17 febbraio 2008 PalaEvangelisti, Perugia         | Sirio Perugia      | 1 - 3 | Giannino Pieralisi | 21-25, 25-23, 19-25, 19-25        |
| 17ª giornata - 24 febbraio 2008 PalaRuggi, Imola                 | Vicenza            | 0 - 3 | Giannino Pieralisi | 19-25, 17-25, 21-25               |
| 18ª giornata - 1º marzo 2008 PalaTriccoli, Jesi                  | Giannino Pieralisi | 0 - 3 | Asystel            | 18-25, 27-29, 26-28               |
| 19ª giornata - 9 marzo 2008 PalaYamamay, Busto Arsizio           | Busto Arsizio      | 1 - 3 | Giannino Pieralisi | 23-25, 25-23, 11-25, 23-25        |
| 20ª giornata - 16 marzo 2008 PalaTriccoli, Jesi                  | Giannino Pieralisi | 3 - 0 | Altamura           | 26-24, 25-15, 25-21               |
| 21ª giornata - 22 marzo 2008 PalaDionigi, Sant'Angelo in Lizzola | Robursport Pesaro  | 3 - 2 | Giannino Pieralisi | 24-26, 22-25, 25-21, 25-22, 15-11 |
| 22ª giornata - 6 aprile 2008 PalaTriccoli, Jesi                  | Giannino Pieralisi | 3 - 0 | Forlì              | 25-6, 25-19, 25-16                |

#### Play-off scudetto
| Quarti di finale (gara 1) - 10 aprile 2008 PalaTriccoli, Jesi  | Giannino Pieralisi | 3 - 1 | Asystel            | 25-22, 21-25, 25-18, 25-19 |
| Quarti di finale (gara 2) - 12 aprile 2008 PalaDalLago, Novara | Asystel            | 3 - 0 | Giannino Pieralisi | 25-26, 25-19, 25-16        |
| Quarti di finale (gara 3) - 14 aprile 2008 PalaDalLago, Novara | Asystel            | 3 - 1 | Giannino Pieralisi | 25-22, 25-20, 26-28, 25-16 |

### Coppa Italia

#### Fase a gironi
| 1ª giornata - 21 ottobre 2007 PalaTriccoli, Jesi                | Giannino Pieralisi | 3 - 0 | Roma               | 25-17, 25-18, 25-23        |
| 2ª giornata - 24 ottobre 2007 PalaTriccoli, Jesi                | Giannino Pieralisi | 3 - 0 | Castelfidardo      | 25-22, 25-21, 25-12        |
| 3ª giornata - 28 ottobre 2007 PalaGrotte, Castellana Grotte     | Castellana Grotte  | 1 - 3 | Giannino Pieralisi | 22-25, 25-19, 18-25, 14-25 |
| 4ª giornata - 4 novembre 2007 Palasport Comunale, Castelfidardo | Castelfidardo      | 0 - 3 | Giannino Pieralisi | 24-26, 18-25, 21-25        |
| 5ª giornata - 11 novembre 2007 PalaTriccoli, Jesi               | Giannino Pieralisi | 3 - 0 | Castellana Grotte  | 25-18, 25-23, 25-22        |
| 6ª giornata - 18 novembre 2007 PalaFonte, Roma                  | Roma               | 1 - 3 | Giannino Pieralisi | 25-27, 27-25, 21-25, 26-28 |

#### Fase a eliminazione diretta
| Ottavi di finale (andata) - 16 maggio 2008 PalaRuggi, Imola        | Vicenza            | 0 - 3 | Giannino Pieralisi | 18-25, 21-25, 19-25               |
| Ottavi di finale (ritorno) - 19 maggio 2008 PalaTriccoli, Jesi     | Giannino Pieralisi | 3 - 0 | Vicenza            | 25-18, 25-20, 25-20               |
| Quarti di finale - 28 marzo 2008 PalaSavena, San Lazzaro di Savena | Sirio Perugia      | 0 - 3 | Giannino Pieralisi | 15-25, 23-25, 22-25               |
| Semifinali - 29 marzo 2008 PalaSavena, San Lazzaro di Savena       | Bergamo            | 3 - 2 | Giannino Pieralisi | 22-25, 25-14, 30-28, 20-25, 17-15 |

### Supercoppa italiana

#### Fase a eliminazione diretta
| Finale - 4 ottobre 20076 PalaLido, Milano | Sirio Perugia | 3 - 0 | Giannino Pieralisi | 25-21, 25-21, 25-14 |

### Champions League

#### Fase a gironi
| 1ª giornata - 29 novembre 2007 MOSiR, Piła                   | PTPS               | 1 - 3 | Giannino Pieralisi | 29-27, 22-25, 13-25, 18-25        |
| 2ª giornata - 5 dicembre 2007 PalaTriccoli, Jesi             | Giannino Pieralisi | 3 - 2 | RC Cannes          | 25-20, 25-22, 22-25, 20-25, 17-15 |
| 3ª giornata - 12 dicembre 2007 PalaTriccoli, Jesi            | Giannino Pieralisi | 3 - 0 | Rijeka             | 25-18, 25-19, 25-12               |
| 4ª giornata - 19 dicembre 2007 Dvorana Mladost Rijeka, Fiume | Rijeka             | 0 - 3 | Giannino Pieralisi | 22-25, 22-25, 24-26               |
| 5ª giornata - 24 gennaio 2008 Palais des Victoires, Cannes   | RC Cannes          | 1 - 3 | Giannino Pieralisi | 25-23, 19-25, 23-25, 21-25        |
| 6ª giornata - 29 gennaio 2008 PalaTriccoli, Jesi             | Giannino Pieralisi | 0 - 3 | PTPS               | 18-25, 22-25, 22-25               |

#### Fase a eliminazione diretta
| Play-off a 12 (andata) - 12 febbraio 2008 Druzhba Multipurpose Arena, Mosca | Dinamo Mosca       | 1 - 3 | Giannino Pieralisi | 23-25, 18-25, 25-18, 20-25       |
| Play-off a 12 (ritorno) - 20 febbraio 2008 PalaTriccoli, Jesi               | Giannino Pieralisi | 3 - 1 | Dinamo Mosca       | 25-20, 25-18, 22-25, 29-27       |
| Play-off a 6 (andata) - 5 marzo 2008 PalaEvangelisti, Perugia               | Sirio Perugia      | 3 - 0 | Giannino Pieralisi | 25-18, 30-28, 34-32              |
| Play-off a 6 (ritorno) - 12 marzo 2008 PalaTriccoli, Perugia                | Giannino Pieralisi | 3 - 2 | Sirio Perugia      | 25-21, 15-25, 25-23, 17-25, 15-6 |

## Statistiche

### Statistiche di squadra
| Competizione        | Punti | In casa | In casa | In casa | In trasferta | In trasferta | In trasferta | Totale | Totale | Totale |
| Competizione        | Punti | G       | V       | P       | G            | V            | P            | G      | V      | P      |
| ------------------- | ----- | ------- | ------- | ------- | ------------ | ------------ | ------------ | ------ | ------ | ------ |
| Serie A1            | 38    | 12      | 9       | 3       | 13           | 5            | 8            | 25     | 14     | 11     |
| Coppa Italia        | 18    | 4       | 4       | 0       | 4            | 4            | 0            | 10     | 9      | 1      |
| Supercoppa italiana | -     | -       | -       | -       | -            | -            | -            | 1      | 0      | 1      |
| Champions League    | 11    | 5       | 4       | 1       | 5            | 4            | 1            | 10     | 8      | 2      |
| Totale              | -     | 21      | 17      | 4       | 22           | 13           | 9            | 46     | 31     | 15     |

G = partite giocate; V = partite vinte; P = partite perse

### Statistiche dei giocatori
| G. Bartolini | 1  | 0   | 0   | 0  | 0  | Statistiche assenti | - | - | - | - | - | Statistiche assenti | Statistiche assenti |
| V. Bedin     | 14 | 2   | 0   | 0  | 2  | Statistiche assenti | 1 | 0 | 0 | 0 | 0 | Statistiche assenti | Statistiche assenti |
| H. Bown      | 24 | 300 | 223 | 58 | 19 | Statistiche assenti | 1 | 7 | 4 | 3 | 0 | Statistiche assenti | Statistiche assenti |
| R. Calloni   | 22 | 86  | 58  | 24 | 4  | Statistiche assenti | 1 | 1 | 0 | 1 | 0 | Statistiche assenti | Statistiche assenti |
| E. Cella     | 10 | 24  | 19  | 2  | 3  | Statistiche assenti | 1 | 2 | 2 | 0 | 0 | Statistiche assenti | Statistiche assenti |
| D. Chmil     | 17 | 11  | 4   | 7  | 0  | Statistiche assenti | 0 | 0 | 0 | 0 | 0 | Statistiche assenti | Statistiche assenti |
| C. Gattaz    | 24 | 135 | 109 | 22 | 4  | Statistiche assenti | 1 | 2 | 2 | 0 | 0 | Statistiche assenti | Statistiche assenti |
| D. Marc      | 8  | 12  | 10  | 2  | 0  | Statistiche assenti | - | - | - | - | - | Statistiche assenti | Statistiche assenti |
| C. Negrini   | 25 | 194 | 165 | 13 | 16 | Statistiche assenti | 1 | 4 | 4 | 0 | 0 | Statistiche assenti | Statistiche assenti |
| I. Padua     | 7  | 2   | 2   | 0  | 0  | Statistiche assenti | 0 | 0 | 0 | 0 | 0 | Statistiche assenti | Statistiche assenti |
| R. Puerari   | 25 | 1   | 1   | 0  | 0  | Statistiche assenti | 1 | 0 | 0 | 0 | 0 | Statistiche assenti | Statistiche assenti |
| S. Rinieri   | 25 | 401 | 342 | 38 | 21 | Statistiche assenti | 1 | 9 | 7 | 1 | 1 | Statistiche assenti | Statistiche assenti |
| M. Rodrigues | 25 | 87  | 52  | 15 | 20 | Statistiche assenti | 1 | 2 | 1 | 1 | 0 | Statistiche assenti | Statistiche assenti |
| E. Togut     | 25 | 397 | 358 | 22 | 17 | Statistiche assenti | 1 | 9 | 8 | 1 | 0 | Statistiche assenti | Statistiche assenti |

P = presenze; PT = punti totali; AV = attacchi vincenti; MV = muri vincenti; BV = battute vincenti